# Djoserteti
Djoserteti war wahrscheinlich der zweite altägyptische König (Pharao) der 3. Dynastie (Altes Reich), der laut Thomas Schneider von um 2700 bis 2695 v. Chr. regierte. Er wird überwiegend mit dem zeitgenössisch belegten Horusnamen Sechemchet identifiziert.

## Zeitgenössische Belege
Von diesem Pharao kennt man zwei Reliefbilder aus dem Wadi Maghara (Sinai), die bis zur Entdeckung der Sechemchet-Pyramide fälschlicherweise König Semerchet (1. Dynastie) zugeschrieben wurden. Das erste, größere Relief zeigt Sechemchet zweimal, die eine Königsfigur trägt die Rote Krone, die andere die Weiße Krone. Das zweite, etwas kleinere Relief zeigt den Herrscher beim traditionellen „Erschlagen des Feindes“. Recht gut belegt ist Sechemchet auch durch Siegelabrollungen von seiner Stufenpyramide in Sakkara und von Elephantine.

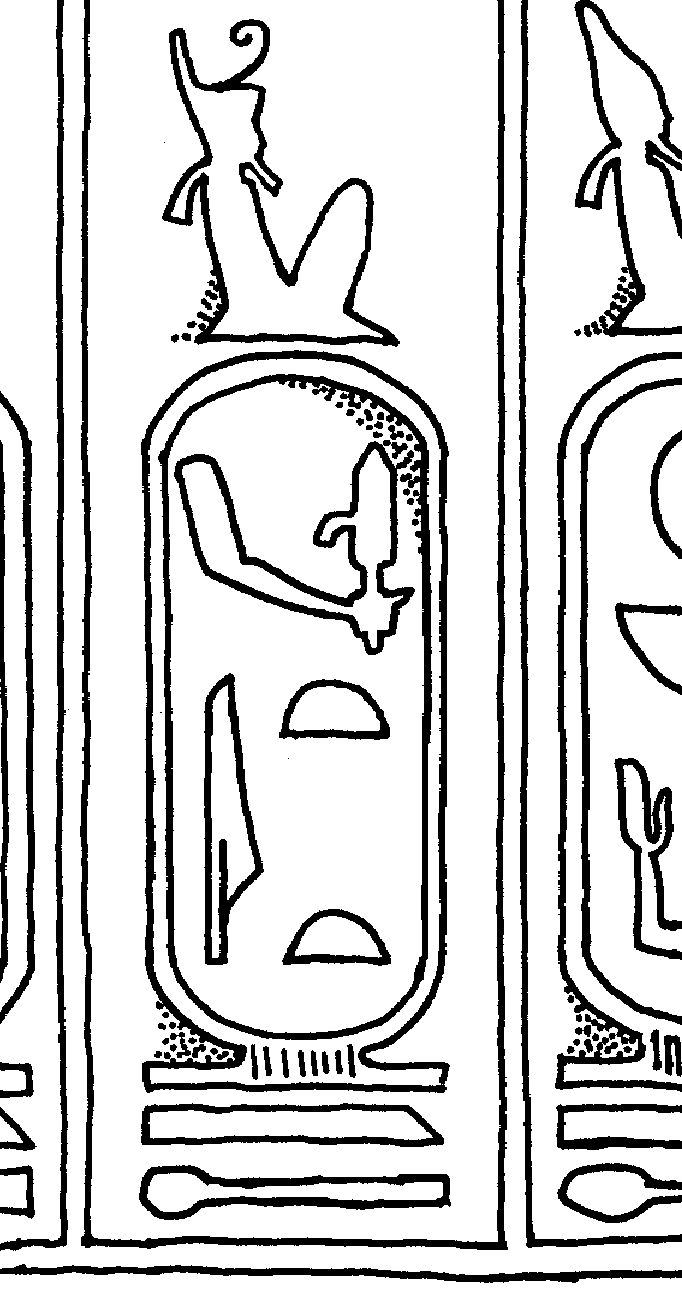
Kartusche Nr. 13 in der Königsliste von Sakkara mit dem Namen Djoser-teti
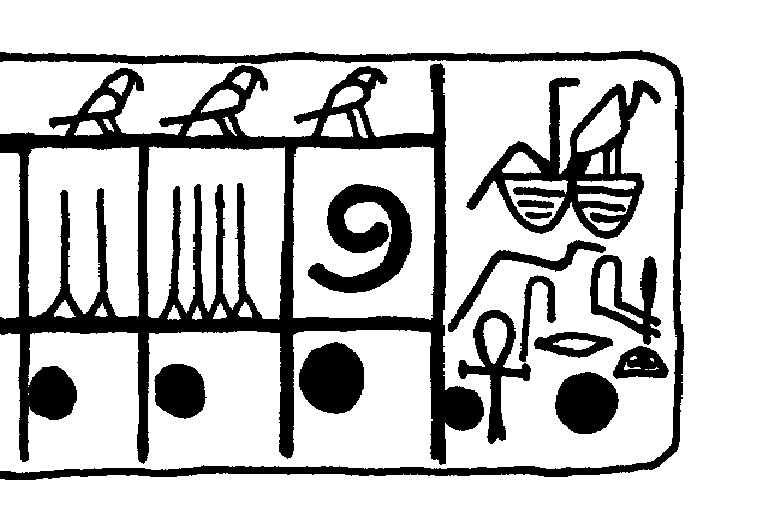
Elfenbeinschiene aus dem Sechemchet-Komplex mit dem umstrittenen Nebti-Namen
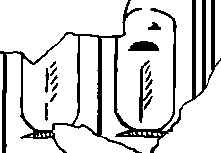
Kartuschenname „Teti“ aus der Inschrift der Schreibtafel von Gizeh

## Herkunft und Familie
Die Mehrheit der Ägyptologie sieht in Sechemchet den Bruder von König Djoser. Diese Annahme beruht auf zwei Umständen: Zum einen ließ Sechemchet seine Grabanlage in unmittelbarer Nähe zum Djoser-Komplex errichten und die Grabarchitektur der unterirdischen Galerien ist direkt mit der unter der Djoser-Pyramide vergleichbar. Die architektonische Entwicklung unter Sechemchet schließt also zeitlich direkt an die des Vorgängers an. Zum anderen weisen die Felsenreliefs im Sinai frappierende stilistische Ähnlichkeiten auf, zumal Sechemchet mit exakt denselben Insignien und Kleidungsstücken wie Djoser dargestellt wird. Hinzu kommen Arbeiter-Graffiti im Sechemchet-Komplex, die als Leiter der Bauarbeiten Imhotep nennen. Dieser war auch für die Errichtung und Beaufsichtigung des Djoser-Komplexes verantwortlich gewesen.
Sechemchet war laut Wolfgang Helck möglicherweise mit einer Königin namens Djeseretanchnebti verheiratet. Ihr Name erscheint auf mehreren Elfenbeinschablonen, die in den unterirdischen Galerien der Sechemchet-Pyramide entdeckt wurden. Toby Wilkinson und Zakaria Goneim lesen den Namen hingegen als „Djeser-ti“ und sehen in ihm den Nebtinamen des Sechemchet, sie identifizieren ihn mit den Kartuschennamen „Djeserteti“ und „Teti II.“ aus ramessidischen Königslisten.

## Regierungszeit
Bezüglich der Regierungsdauer sind sich die Ägyptologen uneins. So geht beispielsweise Myriam Wissa unter Berufung auf den unfertigen Zustand der Sechemchet-Pyramide von sechs Jahren Regierungszeit aus. Auch im Turiner Königspapyrus werden Sechemchet sechs Jahre zugesprochen.
Der griechische Historiker Manetho listet Sechemchet unter dem Namen Tyreis auf und bescheinigt dem Regenten sieben Jahre Regierungszeit. Nabil Swelim setzt dagegen 19 Jahre an, da er vermutet, dass Sechemchet vielleicht ebenso gut mit dem von Manetho erwähnten Tosertasis identisch sein könnte. Diese Ansicht wird allgemein jedoch abgelehnt.

## Bautätigkeit
Der Grabbezirk des Sechemchet befindet sich in Sakkara, schräg gegenüber vom Djoser-Komplex. Geplant war eine Stufenpyramide (Sechemchet-Pyramide) mit einer Schenkellänge von 120 m und sieben Stufen. Sie blieb jedoch mit sieben Metern Höhe unvollendet. Bei Vollendung wäre die Pyramide schätzungsweise 70 m hoch gewesen.
In der in 32 Metern Tiefe angelegten Grabkammer entdeckte Zakaria Goneim am 9. März 1954 hinter versiegelter Tür einen unverzierten Alabastersarg, der jedoch leer war. Der Sarkophag ist dennoch eine Besonderheit, denn er verfügt über eine frontale Schiebetür.
Vom Grabzugang zweigt eine Reihe von Nebengängen ab. Auch sie waren unfertig und bis auf etwas Keramik und ein wenig Goldschmuck leer, die Artefakte befinden sich heute im Ägyptischen Museum von Kairo. Die Seitengänge führen zu einem langen Stollen, der U-förmig in den Felsen gehauen ist und an den sich insgesamt 132 kleinere Magazinräume anschließen.
Im mastaba-förmigen Südgrab fand Jean-Philippe Lauer die Überreste eines etwa zweijährigen Jungen.

## Besondere Funde
Auf der Nilinsel Elephantine wurden mehrere Tonsiegel entdeckt, auf denen Sechemchets Nebtiname erscheint. Der Ägyptologe Jean Pierre Pätznik untersuchte die Artefakte und entdeckte Siegel, auf denen der Nebti-Name direkt neben Sechemchets königlichem Serech erscheint.
Im Stufenpyramidengrab des Djoserteti in Saqqara (heute gewöhnlich als „vergrabene Pyramide“ bezeichnet) wurden 1950 von einem Ausgrabungsteam des Ägyptischen Antikendienstes ein muschelförmiges Behältnis und ein kleiner Schatz von 21 goldenen Armbändern aus Gold gefunden. Das muschelförmige Behältnis hat eine Länge von 1,4 Zoll und die Armbänder sind derzeit in Raum 4 des Ägyptischen Museums in Kairo ausgestellt. Die Armbänder und der muschelförmige Behälter entgingen wahrscheinlich der Entdeckung durch altägyptische Grabräuber.

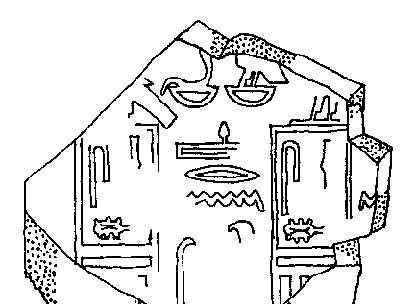
Oberer Teil eines Tonsiegels, auf dem Sechemchets Nebti-Name erscheint
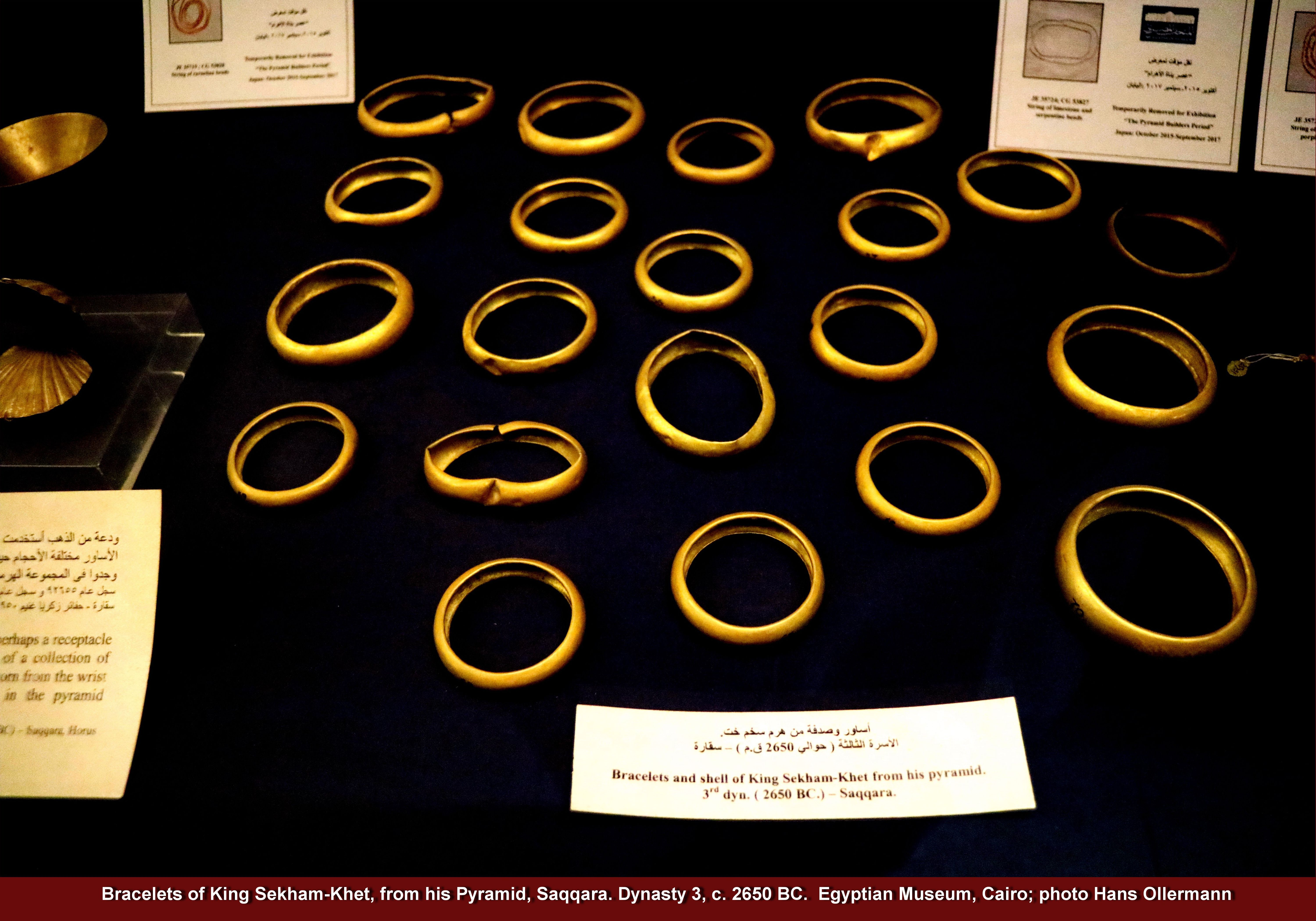
Ein Hort von 21 goldenen Armreifen und ein muschelförmiges Gefäß, die im Pyramidengrab von  Djoserteti gefunden wurden, sind im Ägyptischen Museum ausgestellt

## Djoserteti im Gedächtnis des Alten Ägypten

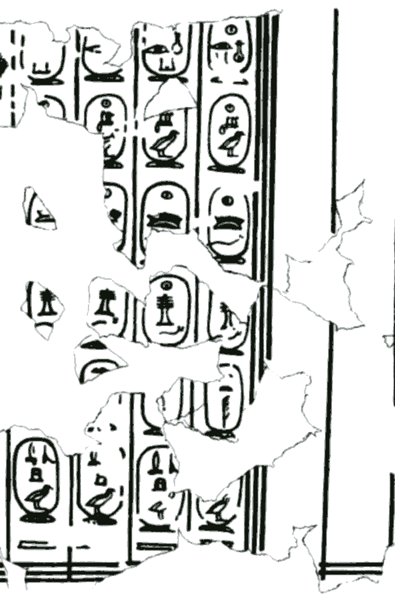
Umzeichnung eines Ausschnitts der Schreibtafel von Gizeh mit Kartuschennamen Bedjau, Teti, Radjedef, Chefren, Sahure und Neferirkare

Aus dem Alten Reich sind nur zwei kurze Erwähnungen von Djosertetis Namen überliefert. Bei der ersten handelt es sich um die Schreibtafel von Gizeh, die sich heute im Ägyptischen Museum in Kairo befindet (Inv.-Nr. JE 37734). Auf der Tafel werden die Könige Bedjau, Teti, Radjedef, Chefren, Sahure und Neferirkare genannt. Der Kartuschenname Teti wird im Allgemeinen mit König Sechemchet identifiziert. Der Grund für die Auswahl genau dieser Könige ist nicht bekannt. Die zweite Erwähnung Djosertetis findet sich auf einem Fragment eines Abusir-Papyrus aus dem Totentempel des Pharao Neferirkare. Viel mehr als die bloße Namensnennung ist nicht erhalten. Aufgrund der zahlreichen anderen Papyri, die in Abusir gefunden wurden, kann allerdings angenommen werden, dass das Fragment mit einer Stiftung für eine Kultstatue des Königs im Zusammenhang steht.
Aus dem Neuen Reich stammt ein Relief-Bruchstück aus dem Grab des Priesters Mehu aus Sakkara, welches in die 19. oder 20. Dynastie datiert. Auf ihm sind drei Gottheiten abgebildet, denen eine Reihe von verstorbenen Königen gegenübersteht. Dies sind Djoser und Djoserteti aus der 3. Dynastie sowie Userkaf aus der 5. Dynastie. Von einem vierten König ist nur noch ein stark zerstörter Namenszug erhalten, der teils als Djedkare, gelegentlich aber auch als Schepseskare gelesen wurde. Das Relief ist ein Ausdruck der persönlichen Frömmigkeit des Grabinhabers, der damit die alten Könige für ihn zu den Göttern beten ließ.
In einen ähnlichen Kontext gehört eine Stele, die im Jeremias-Kloster in Sakkara gefunden wurde und wohl ursprünglich in einem nahe gelegenen Tempel aufgestellt war. Sie stammt von einem Beamten des Neuen Reichs mit Namen Ramose und zeigt diesen in Anbetung eines Königs, der durch eine Beischrift als Djoserteti identifiziert wird.
Aus der Perserzeit stammt die Statue des Priesters Jahmes (Ägyptisches Museum Berlin, Inv.-Nr. 14 765), an deren Sockel zu lesen ist, dass er den Totendienst für die Herrscher Djoser und Djoserteti unterhalten hatte.
Die letzte Erwähnung Djosertetis stammt aus der Ptolemäerzeit. Auf einer im Serapeum in Sakkara gefundenen Stele erwähnt deren Stifter Nesnuuwer seinen Vater Wenennefer, der als Priester der Könige Menes und Djoserteti fungierte.